# The Good Life (film)
The Good Life è un film documentario del 2014 diretto da Niccolò Ammaniti, scrittore che debutta alla regia raccontando la vita di tre italiani che in India hanno intrapreso una nuova esistenza.

## Trama
Il documentario si apre con le immagini di un sacerdote che si immerge nel Gange, recitando preghiere durante le prime ore del giorno. Il sacerdote è Baba Shiva, un italiano scappato dalla regione veneta a causa della leva militare e che raggiunse Benares nello stato dell'Uttar Pradesh negli anni settanta. Baba Shiva spiega di come in India è diventato sacerdote induista e di come ha scoperto la tolleranza, come massima espressione di tutte le virtù. Durante le interviste Baba Shiva descrive il rapporto con l'Italia in cui fatica a trovare la sua dimensione e dell'episodio in cui vi è ritorna per salutare la madre, che inizialmente non lo riconosce e della successiva gioia dell'incontro.
Eris è invece un trevigiano che ha scelto di vivere da nomade con la sua famiglia attraversando l'Asia fino a stabilirsi nelle zone settentrionali a contatto con l'Himalaya, costruendo case con l'aiuto di undici ragazzi di strada che ha adottato. Descrivendo la sua precedente vita da nomade spiega di come si sia trovato a costruire un intero villaggio nonostante le difficoltà incontrate con il modo di lavorare locale e della sua criticità verso il sistema educativo italiano, che non gli permetteva di esprimersi al meglio.
L'ultimo protagonista è Baba Giorgio, scappato di casa a quattordici anni, seguendo delle voci che gli dicevano che doveva andare in India. Giorgio illustra la sua esperienza, che lo ha portato nel continente asiatico partendo in autostop e diventando sadhu dopo una lunga iniziazione, fatta di un digiuno di 41 giorni. Divenuto custode di un piccolo tempio, Baba Giorgio descrive la sua "chiamata" e di come ha ripreso contatti con la famiglia solo a seguito di molte decadi.

## Produzione
Il documentario si offre come riflessione sulla testimonianza diretta di emigranti italiani partiti per la ricerca del benessere interiore, spirituale, piuttosto che da motivazioni economiche. Viene suddiviso in tre parti a seconda delle testimonianze, alternando scene di vita quotidiana dei protagonisti a quelle delle interviste. La scelta degli intervistati è frutto di incontri che il regista ha avuto con i protagonisti negli anni novanta, descrivendoli come nostalgici, ma allo stesso tempo soddisfatti.
 Il documentario è stato sostenuto dal fondo audiovisivo del Friuli Venezia Giulia e doveva essere inizialmente trasmesso in tre puntate sul network americano Current TV, canale fallito al ritorno dall'India dello scrittore.